# Saxifragàcies
Les saxifragàcies (Saxifragaceae) són una família de plantes angiospermes de l'ordre de les saxifragals (Saxifragales), dins del clade de les superròsides.
Conté més de 800 espècies, agrupades en una quarantena de gèneres, que es distribueixen sobre tot a les zones de clima temperat i àrtic de l'hemisferi nord, a l'hemisferi sud són presents en algunes zones de clima temperat i en algunes muntanyes tropicals.

## Descripció
Són plantes herbàcies o llenyoses amb predomini d'herbes perennes. Les fulles són alternes, oposades o en roseta, simples encara que de vegades profundament retallades. Les flors, vistoses, són hermafrodites, normalment actinomorfes o gairebé pentàmeres (rarament zigomorfes); androceu diplostèmon; gineceu ovari súper, semiínfer o ínfer, oberts o tancats, amb els  carpels units a la part inferior. Les inflorescències generalment en raïm o panícula. Els  fruits en càpsula, amb gran nombre de  llavors. La reproducció vegetativa molt important, per bulbets, bé radiculars, bé en les axil·les de les fulles.

## Distribució geogràfica
Amb la restricció que es va fer de la família atenent especialment a criteris filogenètics moleculars, a Europa la família està representada només per tres gèneres: Chrysosplenium L., Micranthes Haw., i Saxifraga L., que és el gènere que dona nom a la família i que compta amb més espècies, gairebé 400, de les quals, 147 espècies i subespècies es troben a Europa.

## Taxonomia

### Etimologia
El nom deriva de dos termes llatins, saxum (pedra, roca) i frangere (trencar, fragmentar), fent esment a fet que sovint el seu hàbitat són les esquerdes de les roques de les muntanyes.

### Gèneres
Dins d'aquesta família es reconeixen els 40 gèneres següents:
- Asimitellaria (Wakab.) R.A.Folk & Y.Okuyama
- Astilbe Buch.-Ham. ex D.Don
- Astilboides Engl.
- Bensoniella C.V.Morton
- Bergenia Moench
- Bolandra A.Gray
- Boykinia Nutt.
- Brewerimitella (Engl.) R.A.Folk & Y.Okuyama
- Cascadia A.M.Johnson
- Chrysosplenium L.
- Conimitella Rydb.
- Darmera Voss
- Elmera Rydb.
- Hemieva Raf.
- Heuchera L.
- Hieronymusia Engl.
- Jepsonia Small
- Leptarrhena R.Br.
- Lithophragma (Nutt.) Torr. & A.Gray
- Micranthes Haw.
- Mitella Tourn. ex L.
- Mitellastra (Nutt. ex Torr. & A.Gray) Howell
- Mukdenia Koidz.
- Oresitrophe Bunge
- Ozomelis Raf.
- Pectiantia Raf.
- Peltoboykinia (Engl.) H.Hara
- Rodgersia A.Gray
- Saniculiphyllum C.Y.Wu & T.C.Ku
- Saxifraga Tourn. ex L.
- Saxifragodes D.M.Moore
- Saxifragopsis Small
- Spuriomitella (H.Boissieu) R.A.Folk & Y.Okuyama
- Suksdorfia A.Gray
- Sullivantia Torr. & A.Gray
- Tanakaea Franch. & Sav.
- Telesonix Raf.
- Tellima R.Br.
- Tiarella L.
- Tolmiea Torr. & A.Gray